# Маршрутами Великой Северной экспедиции
«Маршру́тами Вели́кой Се́верной экспеди́ции» — проект в сфере образования, науки, культуры и туризма, который реализуется с 2017 по настоящее время. Маршрут «Экспедиции Беринга» состоит из серии туров на пути следования Камчатских экспедиций XVIII века под руководством Витуса Беринга и Алексея Чирикова. Самый протяженный туристический маршрут страны (55 000 километров). Проект объединяет 111 городов в 45 регионах России и 14 странах мира.

## Структура проекта

### Предпосылки создания и история проекта
Идея зародилась в 2010 году, когда ученики Осинской школы № 1, участники историко-краеведческого клуба «Берег Беринга», пригласили на церемонию открытия памятного знака, посвященного пребыванию в Осе участников Великой Камчатской экспедиции своего земляка, издателя Ильдара Маматова (Санкт-Петербург) и писателя из Екатеринбурга Александра Кердана — автора романа о Витусе Беринге «Крест командора».
В ходе визита и встреч с руководством города и района, с сотрудниками краеведческого музея были намечены планы по дальнейшему увековечиванию памяти российских первопроходцев. В том же году Ильдар Маматов (автор и руководитель проекта), вдохновившись идеей повторения экспедиций Беринга в наши дни, сформулировал идею проекта и приступил к реализации начального этапа — «Ось Прикамья» в г. Оса и в городах Пермского края. С 2017 года данный проект продолжил своё развитие в других регионах России, а также — в Дании, Германии, Казахстане.

### Цели проекта
Цель проекта «Маршрутами Великой Северной экспедиции» — создание туристского маршрута, повторяющего пути Камчатских экспедиций XVIII века — Первой, Второй Камчатских экспедиций и Академического отряда под руководством русских офицеров Витуса Беринга и Алексея Чирикова.
Позиционируется как самый протяженный туристический маршрут (550 тыс. км.) в России и в мире, который должен связать 45 регионов страны.
Как полагают создатели проекта, инициация научно-образовательной и культурной деятельности в рамках проекта способствует продвижению малых и средних городов России по пути следования маршрута. Главное направление деятельности проекта «Маршрутами Великой Северной экспедиции» — культурное и экономическое развитие городов и населенных пунктов на маршруте Камчатских экспедиций путем создания неформальных коллективов активных горожан и организации маршрутов научно-познавательного туризма.

### География проекта
Туристический маршрут состоит из серии туров, которые повторяют путь следования Камчатских экспедиций под руководством Витуса Беринга.
Проект объединяет 45 субъектов Российской Федерации и 14 стран.
- Республики: Алтай, Башкортостан, Бурятия, Марий Эл, Саха (Якутия), Татарстан, Тыва, Удмуртия, Хакасия, Чувашия.
- Края: Алтайский, Забайкальский, Камчатский, Красноярский, Пермский, Приморский, Хабаровский.
- Области: Архангельская, Вологодская, Воронежская, Иркутская, Курганская, Кемеровская, Костромская, Ленинградская, Московская, Нижегородская, Новгородская, Новосибирская, Омская, Сахалинская, Свердловская, Тверская, Томская, Тульская, Тюменская, Челябинская, Ярославская.
- Автономные округа: Ненецкий, Ханты-Мансийский — Югра, Чукотский, Ямало-Ненецкий.
- Города федерального значения: Москва, Санкт-Петербург.
- Страны проекта: Россия, Бельгия, Великобритания, Германия, Дания, Казахстан, Китай, Монголия, Нидерланды, Норвегия, Франция, Швеция, США, Япония[14].

### Мероприятия в рамках проекта

#### Развитие проекта в сфере туризма
- 26.03.2017 — 31.03.2017. Оса — Пермь — Соликамск — Усть-Качка — Кунгур. Участники: воспитанники кадетской школы г. Бийска и преподаватель М. Т. Беринг[15][16][17].
- 19.06.2017 — 25.06.2017. Автопробег Оса (Пермский край), Каменск-Уральский, Ирбит (Свердловская область), Тюмень, Тобольск (Тюменская область)[18][19][20][21][22][23].
- 01.07.2017 — 11.07.2017. Экспедиция по полуострову Камчатка: Петропавловск-Камчатский[24][25], Апача, Усть-Большерецк, Мильково, Козыревск, Ключи, Усть-Камчатск (и Нижнекамчатский острог), Анавгай, Эссо, Мильково — Петропавловск-Камчатский. Сплав по реке Быстрая. Морская часть экспедиции — прохождение маршрута Первой Камчатской экспедиции на яхте «Эмма» (2500 км)[26][27].
- 26.08.2017 — 29.08.2017. 420-летие Бабиновской дороги. Оса — Соликамск — Бабиновская дорога — Соликамск — Оса[28][29][30][31].
- 12.10.2017 — 21.10.2017. Новосибирск — Томск — Кемерово — Новокузнецк — Бийск — Барнаул[32][10][11][33][8].

#### Мероприятия в сфере культуры
- Фотовыставка «Откройте для себя Командоры» (экспонирование в городах Урала, Сибири, Санкт-Петербурга)[34][35][36][37][38][39].[40]
- Передвижная музейная экспозиция «Витус Беринг. Экспедиция на край земли»[41][42][43][44][45][46].
- Научная экспедиция «Сказы народов Пермского края»[47][48][49][50].
- Организация встреч с Маратом Берингом[51][34][52][53] и Йоахимом Руфом, потомками Беринга.
- Издание книжной серии «Великая Северная экспедиция»[54][55][56][57][58][59].
- Мероприятия в Осе, городах Иркутской области, (Усть-Илимск, Качуг), конференции на Камчатке (пленэр)

## Сотрудничество

### В России
Реализация проекта «Маршрутами Великой Северной экспедиции» поддерживают Русское географическое общество, Российское военно-историческое общество, Российский творческий Союз работников культуры, администрации муниципальных, областных и краевых уровней.
В проекте активно участвуют образовательные учреждения, музеи, библиотеки, архивы. Финансирование осуществляется из частных инвестиций, российских фондов и программ.

### За рубежом
- Дания: Театр Витуса Беринга (Vitus Bering Teatret)[60][61][62], корпорация DR (Danish Broadcasting Corporation)[63][64][65], Датский институт культуры в Санкт-Петербурге[66][67].
- Германия: Общество Стеллера (Steller — Gesellschaft)
- Казахстан: Академия спорта и туризма.

## Награды и премии
- Диплом лауреата конкурса в номинации "Лучший путеводитель туристского маршрута на 23 Международной туристской выставке «Отдых. LEISURE» в Москве (за путеводитель «Маршрутами Великой Северной экспедиции»).
- Ежегодная краевая премия «Посол Пермского края» (номинация «Туристический маршрут»)[68][69].